# New York Genome Center
El The New York Genome Center (NYGC) es una organización de investigación independiente sin fines de lucro ubicada en Nueva York, Estados Unidos.

## Propósito y organización
El New York Genome Center se enfoca en la investigación genómica, orientada a los avances científicos, con el fin de proporcionar terapias e ideas para tratar pacientes con enfermedades neurodegenerativas, neuropsiquiátricas y cáncer, entre otras. Hace énfasis en la secuenciación de genoma entero, análisis genómico y desarrollo de herramientas para su análisis.

## Origen
El centro fue fundado en noviembre de 2011, fruto de la colaboración entre once instituciones académicas para promover la investigación genómica, bajo el liderazgo de Tom Maniatis y con el apoyo financiero de $2.5 millones por parte de cada institución, además de aportes de filántropos privados. En noviembre de 2012, el centro designó a Robert B. Darnell presidente y director científico fundador, antes de regresar al Centro Universitario Rockefeller y Centro de Investigaciones Médicas Howard Hughes en 2017. El NYGC formalmente abrió sus puertas en un edificio ubicado en el 101 de la Sexta Avenida, el 19 y el 20 de septiembre de 2013.
Las 12 instituciones fundadoras (la Universidad Albert Einstein de Medicina se unió a las 11 instituciones originales en 2013) eran:
- Cold Spring Harbor Laboratory (New York)
- Columbia University (New York)
- Cornell University / Weill Cornell Medical College (New York)
- Memorial Sloan Kettering Cancer Center (New York)
- Icahn School of Medicine at Mount Sinai (New York)
- New York—Presbyterian Hospital (New York)
- NYU School of Medicine (New York)
- Northwell Health (New York)
- The Jackson Laboratory (Maine)
- Rockefeller University (New York)
- Stony Brook University (New York)
- Albert Einstein College of Medicine (New York)

## Financiación
Las fuentes de financiación del centro incluyen al gobierno de los Estados Unidos, la ciudad de Nueva York, los gobiernos estatales, un contrato con 10 institutos médicos para la administración central de datos clínicos y fundaciones benéficas. Esto incluye los fondos prometidos por la Simons Foundation y hasta $100 millones de 2016 a 2019 aportados por el ''Carson Family'' Charitable Trust.
En 2017, el Estado de Nueva York (estado) asignó $17 millones en mejoras para el Centro de Genoma de la Ciudad de Nueva York, con el fin de albergar al JLABS@NYC, una incubadora de ciencias de la vida dispuesta para ser abierta en el verano de 2018.

## Miembros notables
- Harold E. Varmus, Médico[17][18]
- Dr. Michael Wigler[19]
- Dr. Simón Tabaré

## Publicaciones recientes
En los últimos cinco años, en NYGC los científicos han publicado más de 200 trabajos en revistas científicas de primer nivel.
Para un listado actual de publicaciones, visitar:  https://www.nygenome.org/lab-groups-overview/publications/